# Монро (Орегон)
Монро (англ. Monroe) — місто (англ. city) в США, в окрузі Бентон штату Орегон. Населення — 647 осіб (2020).

## Географія
Монро розташоване за координатами 44°19′1″ пн. ш. 123°17′56″ зх. д. / 44.31694° пн. ш. 123.29889° зх. д. (44.316853, -123.298863).  За даними Бюро перепису населення США в 2010 році місто мало площу 1,31 км², уся площа — суходіл.

## Демографія
Згідно з переписом 2010 року, у місті мешкало 617 осіб у 251 домогосподарстві у складі 165 родин. Густота населення становила 472 особи/км².  Було 277 помешкань (212/км²).
Расовий склад населення:
| - 89,0 % — білих - 1,3 % — корінних американців - 0,2 % — чорних або афроамериканців - 0,2 % — азіатів - 6,6 % — осіб інших рас |

До двох чи більше рас належало 2,8 %. Частка іспаномовних становила 16,2 % від усіх жителів.
За віковим діапазоном населення розподілялося таким чином: 21,6 % — особи молодші 18 років, 65,3 % — особи у віці 18—64 років, 13,1 % — особи у віці 65 років та старші. Медіана віку мешканця становила 42,7 року. На 100 осіб жіночої статі у місті припадало 101,0 чоловіків;  на 100 жінок у віці від 18 років та старших — 100,0 чоловіків також старших 18 років.
Середній дохід на одне домашнє господарство  становив 45 500 доларів США (медіана — 32 917), а середній дохід на одну сім'ю — 54 878 доларів (медіана — 39 457). Медіана доходів становила 43 125 доларів для чоловіків та 30 893 долари для жінок. За межею бідності перебувало 12,0 % осіб, у тому числі 15,1 % дітей у віці до 18 років та 15,2 % осіб у віці 65 років та старших.
Цивільне працевлаштоване населення становило 320 осіб. Основні галузі зайнятості: сільське господарство, лісництво, риболовля — 30,0 %, освіта, охорона здоров'я та соціальна допомога — 22,2 %, виробництво — 13,1 %, науковці, спеціалісти, менеджери — 11,3 %.